# 오피스 디포
오피스 디포(Office Depot)는 사무용품을 판매하는 미국의 대형 유통업체이다. 1986년에 플로리다주에서 처음 문을 열었으며, 2013년 기준으로 1,900여개의 매장을 운영하고 있다.

## 같이 보기
- 스테이플스